# Josep Barceló i Matas
Josep Barceló Matas (la Bisbal d'Empordà, 1875 – Barcelona, 1964) fou un pedagog i mestre empordanès. Va exercir la professió de mestre a diverses escoles fins que l'any 1939 va ser forçosament separat de la feina. A Palafrugell va ser director de l'escola unitària número dos de 1907 a 1917. A la seva feina es distingia per la pràctica de l'ensenyament actiu i per potenciar l'activitat educativa tant dins de l'escola com fora. Fundà l'Ateneu Palafrugellenc. El CEIP Barceló i Matas de Palafrugell duu el seu nom en record seu.